# Leptophryne
Genre
Synonymes
- Cacophryne Davis, 1935

Leptophryne est un genre d'amphibiens de la famille des Bufonidae.

## Répartition
Les trois espèces de ce genre se rencontrent en Malaisie, en Thaïlande et en Indonésie.
Leptophryne javanica fut décrit en 2018. Elle était incorrectement décrite en tant qu'espèce cryptique dans le genre Leptophryne.

## Liste d'espèces
Selon Amphibian Species of the World (16 avril 2013) :
- Leptophryne borbonica (Tschudi, 1838)
- Leptophryne cruentata (Tschudi, 1838)
- Leptophryne javanica (Hamidy et al., 2018)

## Publication originale
- Fitzinger, 1843 : Systema Reptilium, fasciculus primus, Amblyglossae. Braumüller et Seidel, Wien, p. 1-106. (texte intégral).